# Werchni Mamon
Werchni Mamon (russisch Ве́рхний Мамо́н) ist ein Dorf (selo) in der Oblast Woronesch (Russland) mit 8561 Einwohnern (Stand 14. Oktober 2010).

## Geographie
Das Dorf liegt im südlichen Teil der Mittelrussischen Platte etwa 180 Kilometer südsüdöstlich der Oblasthauptstadt Woronesch am linken, hohen Ufer des Flusses Don, oberhalb der Einmündung des linken Zuflusses Mamonka (auch Mamonowka).
Werchni Mamon ist Verwaltungszentrum des Rajons Werchnemamonski sowie Sitz der Landgemeinde Werchnemamonskoje selskoje posselenije, zu der außerdem der 8 km nördlich gelegene Weiler (chutor) Krasnojarski gehört.

## Geschichte
Ein nach dem dort in den Don mündenden Flüsschen benanntes Dorf wurde spätestens 1702 gegründet. Gegen Ende des 18. Jahrhunderts wurden die zwei Dörfer Werchni Mamon („Ober-Mamon“) und Nischni Mamon („Nieder-Mamon“, etwas östlich vorwiegend entlang dem linken Ufer der Mamonka gelegen) erwähnt, die zum Ujesd Pawlowsk des Gouvernements Woronesch gehörten. Beide waren in Folge Sitz jeweils einer Wolost. Bei der Aufteilung des Ujesda 1924 kam Werchni Mamon zum Ujesd Bogutschar, bis es am 30. Juli 1928 Verwaltungssitz eines nach ihm benannten Rajons wurde.
Im Zweiten Weltkrieg kam die Sommeroffensive der deutschen Wehrmacht und ihrer Verbündeten Mitte Juli 1942 am Don zu stehen, wobei die Rote Armee am rechten Ufer gegenüber Werchni Mamon – dort macht der Don eine große Schleife – einen Brückenkopf halten konnte. Von dort und über das Eis des zugefrorenen Flusses in westlicher Richtung bis Nowaja Kalitwa begann die Rote Armee am 16. Dezember 1942 im Bereich der Stationierung der italienischen 8. Armee ihre erfolgreiche Gegenoffensive mit dem Decknamen „Kleiner Saturn“, auch als Mittlere Don-Operation bezeichnet.
1963 wurde der Rajon vorübergehend aufgelöst und sein Territorium dem nördlich anschließenden Pawlowski rajon zugeordnet, aber am 9. Dezember 1970 wiederhergestellt.

### Bevölkerungsentwicklung
| Jahr | Einwohner |
| ---- | --------- |
| 1897 | 8237      |
| 1939 | 8031      |
| 1959 | 6102      |
| 1979 | 7084      |
| 1989 | 7752      |
| 2002 | 8394      |
| 2010 | 8561      |

Anmerkung: Volkszählungsdaten

## Verkehr
Werchni Mamon wird im östlichen Teil von der föderalen Fernstraße M4 Don (dort Teil der Europastraße 115) durchquert, die von Moskau über Woronesch nach Rostow am Don und weiter nach Noworossijsk am Schwarzen Meer führt. Die Straße ist dort autobahnähnlich ausgebaut und überquert den Don auf einer neuen Brücke; die alte Trasse und Brücke liegen näher zur Ortsmitte.
Die nächstgelegenen Bahnstationen befinden sich gut 30 km nordwestlich bei Pawlowsk (Endpunkt einer Nebenstrecke von Talowaja, nur Güterverkehr) sowie etwa 60 km südwestlich in Schurawka und  Kantemirowka an der Hauptstrecke Moskau – Woronesch – Rostow.